# Карабие (археологический памятник)
Карабие I, II — древние захоронения. Расположены в поселении Карабие в 40 км северо-западнее аула Актогай Карагандинской области. Входят в Государственный список памятников истории и культуры Карагандинской области местного значения.
В Карабие I — 20 курганов, диаметр 8—20 м, высота 0,2—0,4 м; 8 курганов, из них 2 — «с усами», раскопаны и исследованы в 1957 году Центрально-Казахстанской археологической экспедицией (руководитель А. Х. Маргулан). Головы погребенных направлены на север. Обнаружены остатки глиняной посуды, золотые изделия, железный нож и др. Памятник датируется 5—3 вв. до н. э. Расположен на правом берегу реки Нуртай, в 5 км к ЮЮВ от урочища Канаттас.
Карабие II состоит из 26 каменных оград. В 1952 году в трех из них производились раскопки. Погребенные в железных ящиках, ориентированы на запад и север. Датируется эпохой бронзы. Расположен вверх по реке Карасай, в 40 км к З от поселка Актогай, сельский округ Актогайский